# 218 Б'янка
218 Біанка (218 Bianca) — астероїд головного поясу, відкритий 4 вересня 1880 року Йоганном Палізою у Пулі.